# El Sifón, Sonora
El Sifón är en ort i Mexiko.   Den ligger i kommunen Navojoa och delstaten Sonora, i den nordvästra delen av landet, 1 400 km nordväst om huvudstaden Mexico City. El Sifón ligger 56 meter över havet och antalet invånare är 313.
Terrängen runt El Sifón är platt. Runt El Sifón är det ganska glesbefolkat, med 38 invånare per kvadratkilometer. Närmaste större samhälle är Villa Juarez, 17,2 km söder om El Sifón. Omgivningarna runt El Sifón är i huvudsak ett öppet busklandskap.